# ネメシス (仮説上の恒星)

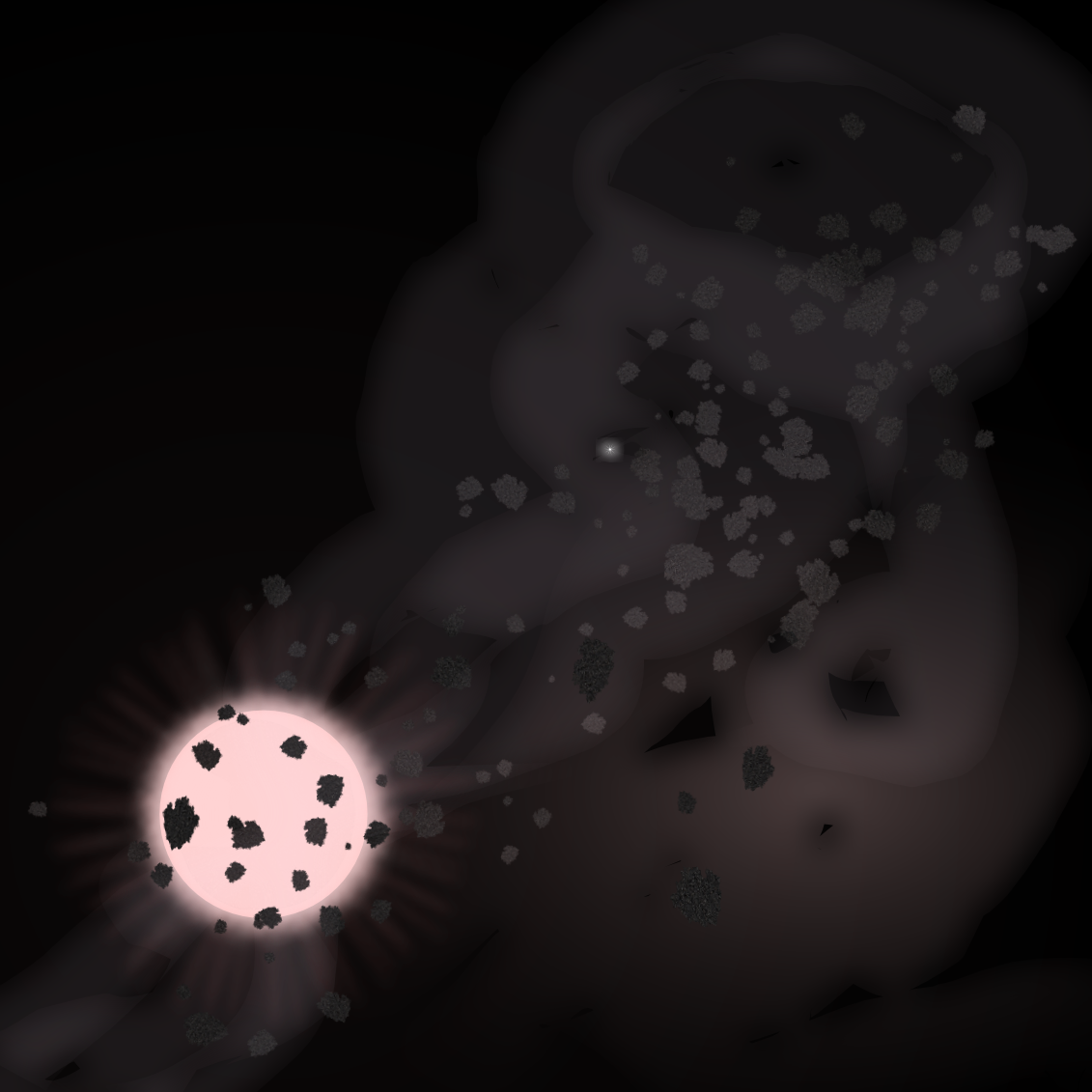
ネメシスの想像図

ネメシス（Nemesis）とは、存在が提唱されている仮説上の赤色矮星
または褐色矮星で、1984年に地質学的記録において約2600万年周期でより頻繁に発生する大量絶滅を説明するために、太陽から約95,000 au（約1.5光年）離れたオールトの雲よりも遠い距離を周回していると仮定された。
より強力な新しい赤外線望遠鏡の観測技術を用いれば、太陽から10光年以内にある最低で表面温度150 Kの褐色矮星も検出できるが、広域赤外線探査衛星（WISE）による観測ではネメシスは発見されなかった。2011年に、地球近傍小惑星の衝突リスク評価の研究で知られているNASAの科学者David Morrisonは、こうした天体は赤外線による掃天観測で発見されるはずであり、ネメシスのような天体が存在するという確証はないと記している。

## 主張された大量絶滅の周期性
1984年、古生物学者のデイヴィッド・ラウプとジャック・セプコスキは、過去2億5000万年間の絶滅率の統計的周期性を時系列分析で確認したとする論文を発表した。彼らは海生脊椎動物、無脊椎動物、および原生動物の科の絶滅の激しさに着目し、この期間中に12回の大量絶滅があったと結論づけた。大量絶滅間の平均的な長さは約2600万年と推定された。当時特定されていた2回の大量絶滅（K-Pg境界と始新世の大量絶滅）は地球への大きな天体衝突が起こった時期と一致することが示されていた。この周期性の原因は判明しなかったが、ラウプとセプコスキはこの周期性には地球外の何らかの要素が起因している可能性を示唆した。その後いくつかの天文学者の研究グループが直ちにこのメカニズムの解明に取り組み始めた。
2010年には、エイドリアン・メロットとリチャード・バンバックは改善されたデータが含まれる化石データの再調査を行った。また、この際にはラウプとセプコスキが使用していたものに加えて、2つ目の独立したデータベースが使用された。 彼らは5億年前にまで遡って調査を行い、その結果2700万年の周期で現れる過剰な絶滅率を示す信号の証拠を発見し、古い研究よりもはるかに高い統計的有意性を示した。

## ネメシス仮説の発展
Daniel P. WhitmireとAlbert A. Jackson、 Marc Davisとピート・ハットとRichard A. Mullerのそれぞれ独立した2つの研究グループが、大量絶滅の周期性に関するRaupとSepkoskiの説を説明する同様の仮説を同じ号のネイチャーに投稿した。この仮説では、太陽の周りを楕円軌道で公転する未発見の伴星があり、この伴星が周期的にオールトの雲を乱し、その結果として内太陽系に飛来する彗星の数を大幅に増加させ、地球への天体衝突につながったとしている。この仮説が後に「ネメシス仮説」または「死の星仮説」として知られるようになった。
もしこのような伴星が存在したとしても、ネメシスの正確な性質などは不明である。Mullerは、ネメシスは見かけの明るさが7等級から12等級くらいの赤色矮星である可能性が最も高いとしているが、WhitmireとJacksonは褐色矮星であると主張した。赤色矮星であればこれまでの星表に掲載されているはずだが、太陽を公転しているので固有運動がとても小さくなり、9等級のバーナード星の固有運動（バーナード星の固有運動が初めて記録されたのは1916年）を記録できたような過去の固有運動観測による検出ができないため、年周視差の測定でしかその存在を確認できない。Mullerは、ネメシスが10等級より明るければ年周視差測定でネメシスを発見できると期待している。
最後の大量絶滅が約1100万年前に起きたことから、Mullerはネメシスが太陽から約95,000 au（約1.5光年）離れた軌道長半径を持つと仮定し、Mullerの仮説の詳細を満たすOrbital arc（直訳すれば「軌道弧」の意）を描いて公転する、多数の公転周期が不定な長周期彗星の本来の近日点に由来する仮説上の軌道を基に、ネメシスはうみへび座の近くに見えると推定した（1987年のYarrisによる研究でも支持されている）。Mullerのネメシス仮説に関する最も最近の論文は2002年に出版された。2002年にMullerは、4億年前にネメシスが近くを通過した恒星によって円軌道から軌道離心率0.7の楕円軌道へと軌道を乱されたと推測している。
2010年と2013年には、MelottとBambachは2700万年の周期で絶滅率が過剰に大きくなることを示す信号の証拠を発見したと発表した。しかし、ネメシスは太陽から非常に離れているので、近くを別の恒星が通過することで摂動の影響を受けることが予想されるため、公転周期は15～30%ほど変化するはずだとされている。したがって、約2700万年周期に見られる急激な絶滅率のピークはネメシスの存在とは矛盾している。

## セドナの軌道

セドナの軌道を太陽系とオールトの雲と比較した画像

太陽系外縁天体のセドナは非常に細長い異常な楕円軌道を描いており、太陽からの距離は76 auから883 auにまで変化する。軌道を1回公転するには約10,500年を要する。セドナの発見者であるマイケル・ブラウンは、科学雑誌『ディスカバー』の記事で「セドナはそこにあるべきではない」とセドナの位置は推論に反しているように見えると述べており、また「セドナを今いる場所に位置させる方法はない。太陽の影響を受けるほど接近しないが、他の恒星の影響を受けるほど太陽から遠く離れているわけでもない。」と述べている。したがって、ブラウンは目には見えない巨大な天体がセドナの異常な軌道の原因であると仮定した。そして、この一連の調査によって最終的にプラネット・ナイン仮説が導き出された。
ブラウンは、数十億年前に太陽の近くを通過した1個以上の伴星ではない恒星がセドナを現在の軌道に引き寄せた可能性があると述べている。2004年に、Scott J. Kenyonはセドナの軌道データの分析とかつて近くを通過した恒星のコンピューターモデリングからこの説明を助成させている。

## ネメシスの探索
低温の恒星は赤外線で比較的明るく輝いて見えるため、ネメシスを赤外線で探索することは非常に重要となる。カリフォルニア大学とサンフランシスコ州立大学が運営しているLeuschner天文台で行われた1986年までの観測ではネメシスは発見されなかった。また、1980年代に行われた赤外線天文衛星（IRAS）による観測でもネメシスは発見されていない。1997年から2001年にかけて行われた2MASSによる掃天観測でも太陽系内に別の恒星や褐色矮星は発見されることはなかった。もしネメシスが実在するとしたら、2008年より観測が開始されたPan-STARRSや、現在計画されているLSSTなどの大規模探査なら発見できる可能性がある。
特にネメシスが赤色矮星や褐色矮星である場合、2009年より始まったWISE計画によってネメシスを発見することができると期待されていた。WISEは10光年以内の領域にある表面温度150 K（-123 ℃）までの褐色矮星を検出することが可能で、褐色矮星が地球に近いほど検出が容易になる。WISEによる観測の予備結果は2011年4月14日にリリースされた。そして翌年3月14日には、WISE計画による観測結果の全体カタログがリリースされた
。2014年時点のWISEのデータでは、オールトの雲より内側において土星またはそれより大きい質量を持つ未知の天体が10,000 au以内の領域に存在する可能性は除外された。アメリカ航空宇宙局（NASA）は、WISEによる全天観測の結果からネメシスの候補となるような赤色矮星または褐色矮星のいずれもが存在しないとの研究結果を明らかにした。
2012年時点では1,800個以上の褐色矮星が確認されているが、実際には太陽系の近傍に存在する褐色矮星は以前考えられていたよりも少ないとされており、恒星1個につき1個の褐色矮星が存在するのではなく、最低で恒星6個当たり1個の割合でしか存在しない場合もある。太陽のような恒星の大部分は単独星とされている。以前の考え方では、恒星の半分もしくはほとんどの恒星が元々は星団と関連していた二重連星や三重連星、もしくはそれ以上の多重連星であると考えられていた。2017年に発表された研究論文で、Sarah SadavoyとSteven Stahlerは、太陽は形成された時点では連星系の一部であった可能性があると主張し、「かなり昔にはネメシスは存在していたかもしれない」ことを示唆した。このような恒星は40億年以上前に連星系から弾き飛ばされてしまったと考えられるため、最近の大量絶滅の周期性の原因にはならず、天文学者のDouglas Vakochは専門ニュースウェブサイトのビジネスインサイダーのインタビューで「太陽は初期の頃は本当に連星系の一部だったが、その初期の太陽と双子を成していた恒星は『脅威のネメシス』ではなく『伴星』のような和やかな名前をつけるに値する」と述べている。
1980年代の計算では銀河系や近くを通過する恒星から摂動の影響を受けることにより、ネメシスは不規則な軌道を持つことが示唆されている。しかし先述のように、MelottとBambachの研究で、そのような予想される不規則な軌道要素とは矛盾する非常に規則的な絶滅率の上昇の信号が示されている。したがってこのような大量絶滅の周期性が支持されている間は、あくまで他の種類の亜恒星天体が存在するという可能性については矛盾しないが、ネメシス仮説とは矛盾しているように見える。2011年のNASAのニュースリリースには「最近の科学的分析は地球上で絶滅が周期的に繰り返されるという考えをもはや支持しなくなり、ネメシス仮説はもう必要ない」と記述されている。
より最近の理論では、他の恒星の接近や、太陽の銀河系内における公転軌道の軌道面に対して作用する銀河面の角度効果などの他の力が、外部にある一部の太陽系天体の軌道摂動の原因である可能性が示唆されている。2011年、Coryn Bailer-Jonesは地球上に存在する衝突クレーターを分析し、初期の単純で周期的な大量絶滅の痕跡（ネメシスによって軌道を乱された彗星などによる天体衝突の痕跡を指す）の発見は統計上の人為的な効果であると結論付けられ、クレーターの記録はネメシスの存在を示す証拠にならないとされた。

## 作品
- 三田村信行『ぼくが恐竜だったころ』 - 直接登場・言及されないが恐竜絶滅の原因についてネメシス仮説及びシヴァ仮説（英語版）を元にしている。

## 参考資料
- リチャード ミュラー 著、手塚治虫 訳『恐竜はネメシスを見たか』集英社、1987年。ISBN 4087730824。